# Mo Qinqin
Mo Qinqin (30 de juny de 1986) és una esportista xinesa que va competir en judo, guanyadora de dues medalles de bronze al Campionat Asiàtic de Judo els anys 2009 i 2013.

## Palmarès internacional
| Campionat Asiàtic | Campionat Asiàtic     | Campionat Asiàtic | Campionat Asiàtic |
| Any               | Lloc                  | Medalla           | Categoria         |
| ----------------- | --------------------- | ----------------- | ----------------- |
| 2009              | Taipei ( Xina Taipei) | 3                 | –48 kg            |
| 2013              | Bangkok ( Tailàndia)  | 3                 | –48 kg            |